# Guillermo Sardiñas
Guillermo Sardiñas (1917 - 1964) was een Cubaans geestelijke en revolutionair.
Guillermo Sardiñas studeerde theologie en werd tot rooms-katholiek priester gewijd. Met toestemming van de bisschop van Havana sloot vader Sardiñas zich in 1957 aan bij de Beweging van de 26ste Juli van Fidel Castro en zijn strijdmakkers en werd de kapelaan van Castro's Rebellenleger. In de thuisbasis van revolutionairen, Sierra Maestra, verrichtte hij veel sociaal werk. Na de Cubaanse Revolutie (1959) ontving Sardiñas op verzoek van Camilo Cienfuegos, de titel van Commandante (generaal). Tot zijn dood in 1964 bleef hij werkzaam als pastoor, echter niet in het priesterkleed maar in zijn olijfgroene revolutionaire kledij.
- Gemeinsame Normdatei: 1172030561
- International Standard Name Identifier: 0000 0000 3977 1145
- Library of Congress Control Number: n89633120
- Virtual International Authority File: 4078020
- WorldCat: E39PBJfCrcqXbHrV3QVhpvhj4q